# Ченгду Ј-10
Ченгду Ј-10 (НАТО класификација Firebird) је кинески вишенаменски борбени авион који може да дејствује у свим временским условима, конфигурисан са делта крилима и канарима, производи Авио корпорацика Ченгду (ЧАК). Тренутни корисници авиона су Кина и Пакистан.

## Историја развоја
Програм је покренуо Денг Ксиаопинг који је издвојио 0,5 милијарди јуана за развој аутохтоног авиона. Рад на пројекту почео је неколико година касније у јануару 1988, као одговор на МиГ-29 и Сухој Су-27, а затим их је увео СССР, а Ф-15, Ф-16 већ су у услугама Сједињеним Државама. Развој је поверен Институту 611, познатом и као Конструкторски институт за авијацију Ченгду, а Сонг Венконг је номинован за главног конструктора, јер је претходно био главни конструктор Ј-7III. Авион је иницијално конципиран као специјализовани ловац, али је касније постао вишенаменски авион способан за ваздушне борбе али и за дејства по земаљским циљевима.
Сибирски научноистраживачки институт авијације (рус. Сибирский научно-исследовательский институт авиации им. С. А. Чаплыгина) је до 2006. године вршио надзор и научна саветовања, а његови инжењери су веровали да је Ј-10 мање-више верзија „Лавиjа” и да представља мешавину страних технологија и метода развоја развијених у Кини. Кинеске власти су званично представиле Ј-10 у јануару 2007. године, када је фотографије објавила новинска агенција Синхуа. Постојање авиона било је познато много пре објављивања, иако су конкретни детаљи остали оскудни због тајности. Гласине о падовима током тестирања лета биле су заправо несреће везане за мотор АЛ-31.
Прототип "Ј-10 01" је изашао у новембру 1997. године и први пут летео 23. марта 1998. на двадесетминутном лету.
У 2015, China Military Online је објавио анализу у којој се заговара да Аргентина уведе Ј-10 у наоружање, тврдећи да би иако оперативни долет тренутних верзија још не омогућава достизање Малвинских острва, авион, посебно његов радар, био супериорнији од тајфун и да летеће цистерне могу довести острва у домет. Кина је промовисала Ј-10 у Аргентини, а током посете председника Кирцнера Кини у фебруару 2015. године формирана је заједничка радна група за борбене авионе.

### Наводна сличност са IAI Лавијем
Године 2008, издавачка кућа „Џејнс” је изнела податак да су у развоју Ченгду Ј-10 Кинези користили техничке информације из пројекта Лави, наводећи високо рангиране руске инжењере који су рекли да су то чули од кинеских колега. 2007. пројектант Ј-10, Сонг Венконг (宋文 骢), негирао је било какву везу са Лави, указујући на сличности са Ченгду Ј-9, који је развијaн шездесетих и седамдесетих година. То је поновио мајор Занг Веиганг у интервјуу 2012 године.

### Инциденти
Дана 13. новембра 2016. године, први пилот Ј-10, капетан Иу Ксу, погинула је на аеробатској манифестацији провинције Хебеи док је наступала са првим тимом за аероакробацију.

## Оперативна историја авиона

### Корисници
- Народна Република Кина
- Исламска Република Пакистан

### Кина
Први авион је испоручен 13. опитном пуку 23. фебруара 2003. Авион је проглашен "оперативним" у децембру исте године, након 18 година развоја. Прва оперативна јединица је био 131. пук 44. дивизије.

### Пакистан
У фебруару 2006. тадашњи председник Пакистана Первез Мушараф обишао је производне објекте Ј-10 и ЈФ-17 на путовању по Кини, и том приликом му је понуђена куповина Ј-10, одобрена у априлу 2006. У новембру 2009, Пакистан је потписао уговор са Кином да купи 36 ловаца Ј-10Б у по уговору вредном око 1,4 милијарде долара.
У јулу 2011, Даили Јанг је објавио да ће Кина испоручити Пакистану ескадриле напредних авиона типа Ј-10Б у.  Према извештају, "понуду су упутили виши кинески војни лидери да посете начелника Генералштаба Пакистичке војске, генерал-пуковника Вахеед Арсхада." У марту 2012. године одржани су разговори између две земље како би разговарали о испоруци најновијих авиона Ј-10Б у Пакистан. Међутим, ово је отказано до 2016. године. Ваздухопловство Пакистана се фокусира на ЈФ-17 Блок 3 и у будућности ће тражити набавку извозне верзије Ј-31, скривеног борца ФЦ-31. 40 млазова се најпре набављају.

## Конструкција
Оквир је конструисан од металне легуре и композитних материјала ради високе чврстоће и ниску тежину, а аеродинамички изглед ваздушног оквира примењује конфигурацију крила "без делова". Велико делта крило је уграђено према задњем делу трупа, док су пар канара (или предњи или задњи) постављени на вишим и према предњем делу трупа, иза и испод кокпита. Ова конфигурација пружа веома високу агилност, нарочито при малим брзинама, а такође смањује брзину штапа, што омогућава нижу брзину при прилазу инструментима. Велики вертикални реп је присутан на врху трупа, а мале вентралне рампе испод трупа обезбеђују даљу стабилност.
Правоугаона рампа за довод ваздуха и плоча за сплитер (само на Ј-10А) налазе се испод трупа, омогућавајући довод ваздуха у мотор. Такође под трупом и крилима налазе се 11 тачака, које се користе за ношење различитих врста оружја и капака који садрже додатно гориво. Подигнуто подвожје се састоји од управљачког пара носних точкова испод довода ваздуха и два главна зупчаника према задњем делу трупа.
Кокпит је прекривен двокомпонентним надстрешницом која пружа 360° визуелног покривања пилота. Поклопац се подиже навише како би се омогућио улазак и излаз из кокпита. Контроле су у облику конвенционалне централне палице и палице за паљење лево од пилота. Ово такође укључује контролу "руке на гасу и палици" (ХОТАС). За пилота је предвиђено седиште 000, што омогућава сигурно избацивање у хитним случајевима чак и на нултој висини и нултој брзини.
Захваљујући аеродинамички нестабилној контруксцији Ј-10, дигитални Куаџруплек-редундант „флај бај вајер” (ФБВ) систем за контролу летења (ФЦС) помаже пилота у летењу авиона. ФЦС обично надгледа улазе пилотских контрола, спречавајући пилоту да случајно излази из коверата лета од примене превише управљачког улаза током ситуација са високим перформансама. То је од кључног значаја у крилачким авионима, јер су способни да се претворе у пуно тежи радијус од конвенционалних авиона. Масивне површине контроле су способне да се крећу тако далеко да могу у потпуности уништити ваздухоплов у лету при великим брзинама, ако га ФЦС не чува.

### Радар
Према званичницима корпорације Ченгду Авио Индустрија, Ј-10 користи противпожарни радар дизајниран у Кини. Радар има механички скенирану плочасту антену и може да прати 10 мета. Од 10 циљева који се прате, 2 могу бити ангажовани истовремено са полуактивним радарским пројектилима или 4 са активним радарским пројектилима.
За Ј-10Б, конус носача је модификован да одговара радару радног ваздуха (АЕСА) активног фазног зрака. Генерални дизајнер АЕСА за Ј-10Б је господин Занг Кунхуи (张昆辉, 1963 -), шеф 607 истраживачког института у Неијиангу, Сихуан. Занг Кунхуи постао је заменик шефа 607. истраживачког института 1997. године, а четири године касније 2001. године постао је шеф института, када је започео програм АЕСА за Ј-10Б. Примарни извођач овог АЕСА-а је Академија за истраживање радарске и електронске опреме корпорације за авијску индустрију у Кини, која се налази у Сихуану, формирана у марту 2004. комбинујући 607. истраживачки институт, а 171. фабрика заједно са господином Занг Кунхуи именована је за шефа истраживачке академије. Према кинеским владиним медијима, АЕСА за Ј-10Б је требало 8 година да се развије, на крају је завршио 2008. године, а кинески радари су тако постигли квантни скок у томе што је од механички скенираног планираног снопа низ директно у АЕСА, прескакање пасивне фазе низ ПЕСА радара. Многи су осумњичени да је радар ПЕСА, али током свог кратког дебата на седмој Кинеској међународној електроници за одбрану електронике (ЦИДЕКС) у мају 2010. и на 6. Међународној конференцији о радару одржаном у Пекингу у септембру 2011. године, кинески званични извори тврде да је то АЕСА.

### Погон
Ј-10А покреће један руски турбофан мотор Лука Сатурн који даје максимални статични потисак од 123 кН. АЛ-31ФН је заснован на АЛ-31Ф који је дизајниран за двоструки ваздухоплов мотора, као што је Су-27, како би се уклонио мањи Ј-10 делови мотора су премештени и поново пројектовани тако да се уклапају у мањи део мотора у Ј-10.
Ј-10 је имао намеру да га напаја китински турбофан ВС-10 Таиханг, али потешкоће у развоју навеле су да Ј-10А користи руски мотор. Будући Ј-10 ће вероватно бити опремљен побољшаним мотором типа ВС-10 специјално дизајнираним за то, с обзиром да кинеска авио-моторна индустрија сазрева и политички.
У априлу 2014. Кина је склопила уговор са НПО Сатурном за куповину надограђеног АЛ-31ФН серије 3 која обезбеђује 13,700 kgф потиска и 2,250-часовни вијек трајања за будуће испоруке. Претходно, серија 3 АЛ-31ФН је на пробном програму акумулирала 750 сати тестирања на авиону Ј-10.
У јануару 2018. године, на кинеским онлајн форумима се појавила слика на којој је приказан ЈФ-10 вишенаменски авион типа Ченгду Авио Индустрије, који се покреће оним што може бити мотор са млазницом за контролу вретена потиска (ТВЦ)

### Оружје и екстерна оптерећења
Унутрашње наоружање ваздухоплова састоји се од топовњачког топа Гриазев-Схипунов ГСх-23, који се налази испод лучке стране уноса. Друго оружје и опрема намештају се споља на 11 тачака, на које се могу причврстити 6.000 kg (13.228 лб) било од ракета и бомби, капљица са горивом или друга опрема, као што су авионске плочице.
Размештене ракете ваздуха за ваздух могу укључивати ракете кратког домета ваздух-ваздух, као што су ПЛ-8 и ПЛ-9, ракете са ваздушним ваздухом у ваздуху у ваздушном ваздуху средње величине, као што су ПЛ-11 и ПЛ- 12, безводна и прецизна вођена муниција, као што су бомбе са ласерским вођством, противбродне ракете, као што су ИЈ-9К и пројектили против радијације као што је ПЈ-9.

## Техничке информације
| Параметар                    | Подаци                     |
| ---------------------------- | -------------------------- |
| Тип                          | Вишенаменски борбени авион |
| Дужина                       | 16,43 m                    |
| Распон крила                 | 9,75 m                     |
| Висина                       | 5,73 m                     |
| Површина крила               | 45,50 m²                   |
| Празна тежина                | 9.730 kg                   |
| Максимална узлетна тежина    | 19.277 kg                  |
| Фактор оптерећења            | −3/+9g                     |
| Плафон лета                  | 17.000 m                   |
| Трансферни опсег             | 2.540 km                   |
| Максимално оптерећење оружја | 7000 kg                    |
| Посада                       | 1 (опционо 2)              |